# Briquet griffon vendéen
Pour les articles homonymes, voir Griffon vendéen.
Le briquet griffon vendéen est une race de chiens originaire de Vendée en France. C'est un chien de taille moyenne, à l'allure sportive et ramassée, au poil dur et rêche qui existe en de nombreuses couleurs. Il s'agit d'un chien de chasse.

## Historique
Le briquet griffon vendéen est une version de plus petite taille du grand griffon vendéen. Gardé chez les fermiers des équipages du début du XXe siècle, il est alors utilisé pour ses talents de chasseur. Le terme de briquet lui a été donné par le Comte Christian d'Elva avant la première Guerre mondiale. Après la Seconde Guerre mondiale, la race est relancée à Fontenay le Comte dès 1946. C'est une race très répandue chez les chasseurs de gros gibier. Un équipage de briquets griffons vendéens a gagné la coupe de France sur chevreuil en 1995.

## Standard

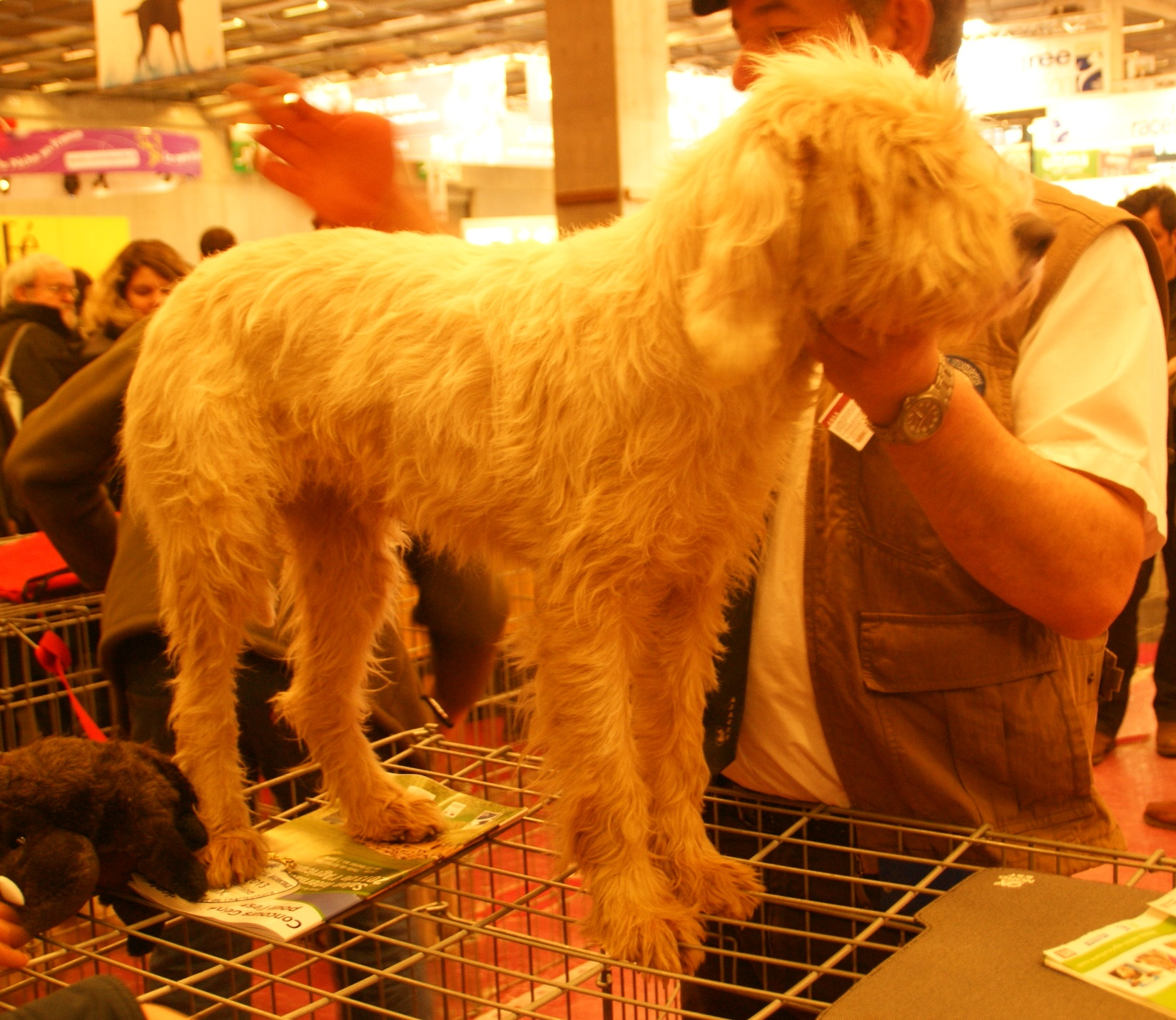
Briquet griffon vendéen blanc.

Le briquet griffon vendéen est un griffon courant de taille moyenne. La tête et le corps sont ramassés. La tête assez légère montre des lignes du crâne et du chanfrein parallèles. Le crâne assez court est légèrement bombé avec un stop bien marqué. L’œil est marron foncé. Les oreilles souples, étroites et fines sont mi-longues et tournées vers l’intérieur. Attachée haut, la courte queue est grosse à la naissance et s'amincit progressivement vers l'extrémité. Elle est portée en lame de sabre.
Le poil, bien fourni, est dur et rêche sans jamais être laineux. La robe la plus rencontrée est le blanc et orange. Les autres robes sont le blanc et noir, le noir et feu, le noir et sable, le tricolore, le fauve charbonné, le sable charbonné avec ou sans blanc.

## Caractère
Le standard FCI du briquet griffon vendéen décrit la race comme sachant prendre des initiatives et endurante. C'est un chien déterminé et intelligent. Le briquet griffon vendéen est un chien passionné par la chasse, parfois déterminé ce qui nécessite une bonne éducation. Jamais agressif envers l'homme, c'est une race très patiente avec les enfants. Très sociable avec les autres chiens, il peut vivre en groupe. Son caractère fait de lui un bon chien de famille à condition de pouvoir se dépenser régulièrement et de ne pas vivre en ville qui lui est fortement déconseillée.

## Utilité
Le briquet griffon vendéen est un chien courant rustique et endurant. Il s'adapte à tous les climats. Il est doté d'un nez fin et d'une gorge agréable. C'est une race adroite pour les terrains accidentés et qui ne refuse pas la ronce. Il chasse le nez au vent.